# Stanisław Jamka
Stanisław Franciszek Jamka (ur. 11 kwietnia 1895 w Wieliczce, zm. wiosną 1940 w Charkowie) – podpułkownik dyplomowany łączności Wojska Polskiego, ofiara zbrodni katyńskiej.

## Życiorys
Urodził się w rodzinie Józefa.
Po wybuchu I wojny światowej wstąpił do Legionów Polskich. W stopniu kaprala służył w 2 pułku piechoty w składzie II Brygady, później w kompanii telegraficznej Komendy Legionów Polskich. Mianowany plutonowym, następnie sierżantem – pełnił funkcje dowódcy sekcji telegraficznej i dowódcy taborów. Po kryzysie przysięgowym wstąpił do Polskiego Korpusu Posiłkowego służąc w kompanii telegraficznej. Przy usiłowaniu przekroczenia frontu pod Rarańczą w połowie lutego 1918, został aresztowany przez Austriaków i był przetrzymywany w obozie w Szeklence. Następnie został wcielony do c. i k. armii i skierowany na front włoski.
Po odzyskaniu przez Polskę niepodległości wstąpił do Wojska Polskiego. W grudniu 1918 jako podchorąży służył w Oddziale Telefonicznym Naczelnego Dowództwa Galicji Wschodniej. Brał udział w wojnie polsko-bolszewickiej. 
3 maja 1922 roku został zweryfikowany w stopniu kapitana ze starszeństwem z 1 czerwca 1919 roku i 7. lokatą w korpusie oficerów łączności, a jego oddziałem macierzystym był 1 pułk łączności. Przysługiwał mu wówczas tytuł adiutanta sztabowego. W 1923 pełnił służbę w Oddziale IV Sztabu Generalnego, w składzie osobowym wojskowego komisarza łączności, pozostając oficerem nadetatowym 1 pułku łączności w Zegrzu. Przysługiwał mu wówczas tytuł oficera przydzielonego do Sztabu Generalnego. 1 listopada 1924 został przydzielony do Wyższej Szkoły Wojennej w Warszawie, w charakterze słuchacza Kursu normalnego 1924–1926. 1 grudnia 1924 został mianowany majorem ze starszeństwem z dniem 15 sierpnia 1924 i 1. lokatą w korpusie oficerów łączności. 11 października 1926, po ukończeniu kursu i otrzymaniu dyplomu naukowego oficera Sztabu Generalnego, został przydzielony do 1 pułku łączności w Zegrzu na stanowisko dowódcy II batalionu. 31 października 1927 ponownie został przeniesiony do Oddziału IV Sztabu Generalnego. W grudniu 1929 został przeniesiony do 2 pułku łączności w Jarosławiu na stanowisko dowódcy batalionu. W czerwcu 1930, w tym samym garnizonie, został przeniesiony do 3 pułku piechoty Legionów na stanowisko dowódcy batalionu. W październiku 1932 został przeniesiony do 10 Dywizji Piechoty w Łodzi na stanowisko szefa sztabu. Od października 1935 do lipca 1939 był dowódcą 7 batalionu telegraficznego w Poznaniu. Na stopień podpułkownika został mianowany ze starszeństwem z dniem 19 marca 1937 i 2. lokatą w korpusie oficerów łączności. 
25 sierpnia 1939 został przydzielony do sztabu Armii „Modlin” na stanowisko dowódcy łączności. Na tym stanowisku walczył w kampanii wrześniowej. 5 września wczesnym rankiem sztab armii został nagle przerzucony z Modlina do Jabłonny. Miało to fatalne skutki dla oddziałów łączności, które nie tylko się opóźniły, ale nawet po drodze pogubiły wozy ze sprzętem, które już nigdy do nich nie powróciły. Dowódca armii utracił łączność z podległymi wielkimi jednostkami. Generał Emil Krukowicz-Przedrzymirski nie szczędził słów nagany dowódcy łączności armii ppłk. dypl. Stanisławowi Jamce za tak poważne zaniedbania w czasie przerzutu ośrodka łączności armii z Modlina do Jabłonny. Ppłk Jamka wyjasnił rzeczowo, że przerwy w łączności powstały nie z jego winy, lecz z przyczyn obiektywnych, wskutek działań nieprzyjaciela (a więc vis maior) i zobowiązał się jak najrychlej usprawnić sieć łączności. Odczuł to jednak tak boleśnie, że po kilku dniach, przemęczony, zachorował na serce i odesłany został do szpitala. 
Po agresji ZSRR na Polskę w czasie okupacji sowieckiej został zatrzymany i osadzony w Obozie NKWD w Starobielsku. Wiosną 1940 został zamordowany przez funkcjonariuszy NKWD w Charkowie i pogrzebany potajemnie w bezimiennej mogile zbiorowej w Piatichatkach, gdzie od 17 czerwca 2000 mieści się oficjalnie Cmentarz Ofiar Totalitaryzmu w Charkowie. Figuruje na Liście Starobielskiej NKWD, pod poz. 3970.
Jego bratem był Władysław Jamka (1898–1983), także oficer łączności Wojska Polskiego i również absolwent Wyższej Szkoły Wojennej.

## Upamiętnienie
Symboliczny grób Stanisława Jamki został ustanowiony na grobowcu rodzinnym na cmentarzu w rodzinnej Wieliczce (kwatera IX b).
5 października 2007 minister obrony narodowej Aleksander Szczygło mianował go pośmiertnie na stopień pułkownika. Awans został ogłoszony 9 listopada 2007 w Warszawie, w trakcie uroczystości „Katyń Pamiętamy – Uczcijmy Pamięć Bohaterów”.
W ramach akcji „Katyń... pamiętamy” / „Katyń... Ocalić od zapomnienia”, 3 maja 2010 został zasadzony Dąb Pamięci honorujący Stanisława Jamkę na cmentarzu komunalnym w Wieliczce.

## Ordery i odznaczenia
- Krzyż Niepodległości – 4 lutego 1932 „za pracę w dziele odzyskania niepodległości”[24]
- Krzyż Kawalerski Orderu Odrodzenia Polski – 2 maja 1923 „za zasługi, położone dla Rzeczypospolitej Polskiej na polu administracji wojskowej”[25][26][27]
- Krzyż Walecznych – trzykrotnie[13]
- Złoty Krzyż Zasługi